# Ren Sengoku
Ren Sengoku (仙石 廉 Sengoku Ren?, nacido el 2 de octubre de 1990 en Saitama) es un futbolista japonés que se desempeña como centrocampista.

## Trayectoria

### Clubes
| Club               | País  | Año         |
| ------------------ | ----- | ----------- |
| Kashiwa Reysol     | Japón | 2009 - 2010 |
| Fagiano Okayama    | Japón | 2011 - 2014 |
| AC Nagano Parceiro | Japón | 2015 - 2016 |
| Tochigi SC         | Japón | 2017 -      |

## Estadística de carrera

### J. League
| Club               | Año   | J. League | J. League | Copa J. League | Copa J. League | Total | Total |
| Club               | Año   | Part.     | Goles     | Part.          | Goles          | Part. | Goles |
| ------------------ | ----- | --------- | --------- | -------------- | -------------- | ----- | ----- |
| Kashiwa Reysol     | 2009  | 0         | 0         | 0              | 0              | 0     | 0     |
| Kashiwa Reysol     | 2010  | 1         | 0         | -              | -              | 1     | 0     |
| Fagiano Okayama    | 2011  | 16        | 0         | -              | -              | 16    | 0     |
| Fagiano Okayama    | 2012  | 41        | 3         | -              | -              | 41    | 3     |
| Fagiano Okayama    | 2013  | 28        | 0         | -              | -              | 28    | 0     |
| Fagiano Okayama    | 2014  | 2         | 0         | -              | -              | 2     | 0     |
| AC Nagano Parceiro | 2015  | 25        | 1         | -              | -              | 25    | 1     |
| AC Nagano Parceiro | 2016  | 20        | 0         | -              | -              | 20    | 0     |
| Tochigi SC         | 2017  | 29        | 0         | -              | -              | 29    | 0     |
| Total              | Total | 162       | 4         | 0              | 0              | 162   | 4     |